# Hermann Wehrenfennig
Karl Hermann Wehrenfennig (* 28. Mai 1822 in Bad Goisern; † 10. Februar 1881 in Wien; auch Hermann Wehrenpfennig) war ein österreichischer Architekt.

## Leben
Hermann Wehrenfennig studierte von 1837 bis 1842 am Polytechnischen Institut in Wien, heute Technische Universität Wien und anschließend ein Jahr an der Akademie der bildenden Künste Wien bei Pietro Nobile. 1843 wurde er Praktikant der k.k. Baudirektion; ab 1853 war er Assistent 1. Klasse in der Bauabteilung des Handelsministeriums und wurde um 1876 Oberingenieur in der Bauabteilung des Ministeriums.

## Realisierungen
Wehrenfennig war überwiegend als beamteter Architekt tätig. Zusätzlich errichtete er  als „Privatarchitekt“ im 1. Wiener Gemeindebezirk einige Mietshäuser und die Villa Klusemann in Gmunden (1873).
Er plante die evangelischen Kirchen in Gosau, Gmunden und Vöcklabruck.

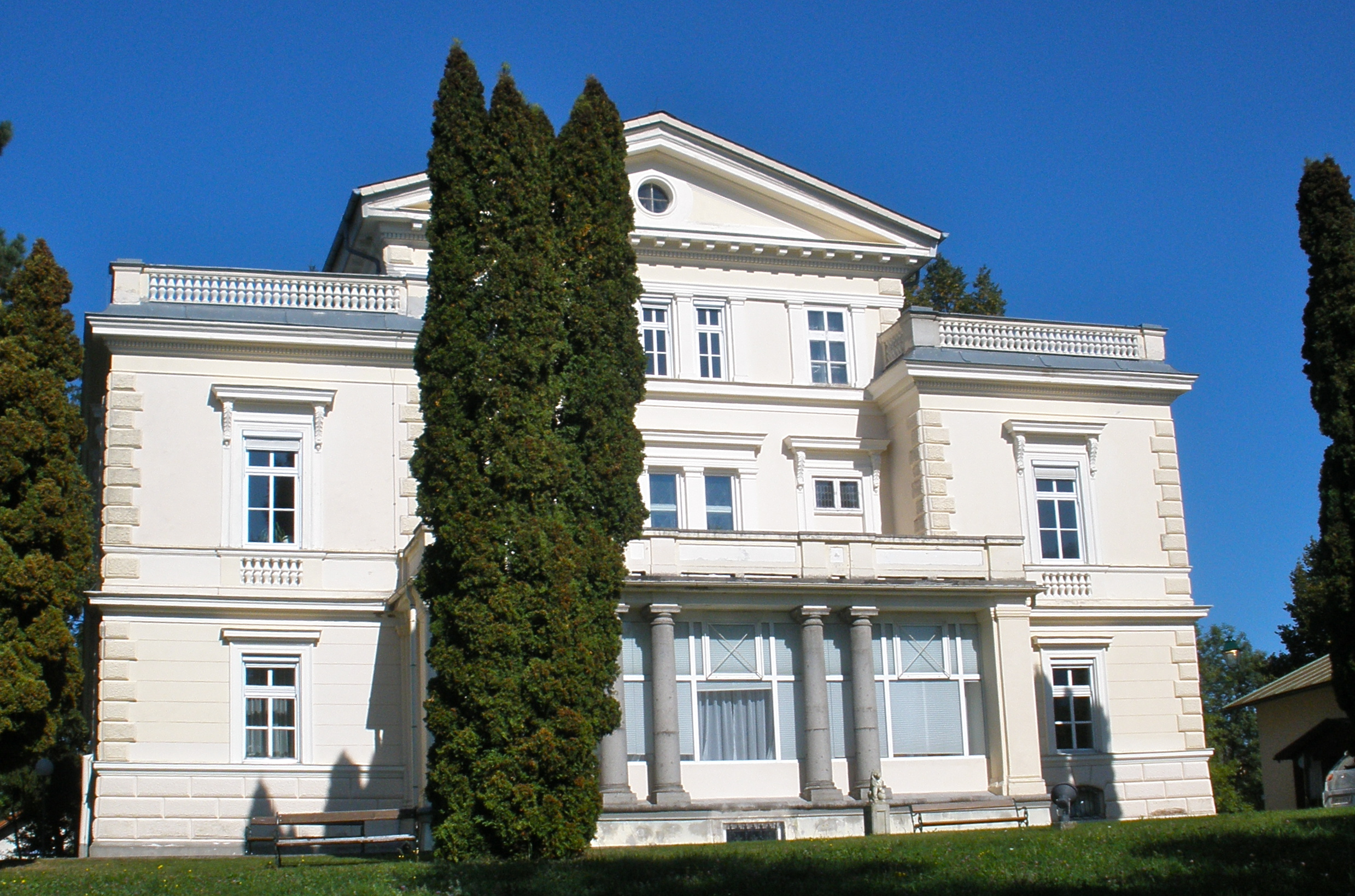
Villa Klusemann in Gmunden (1873)
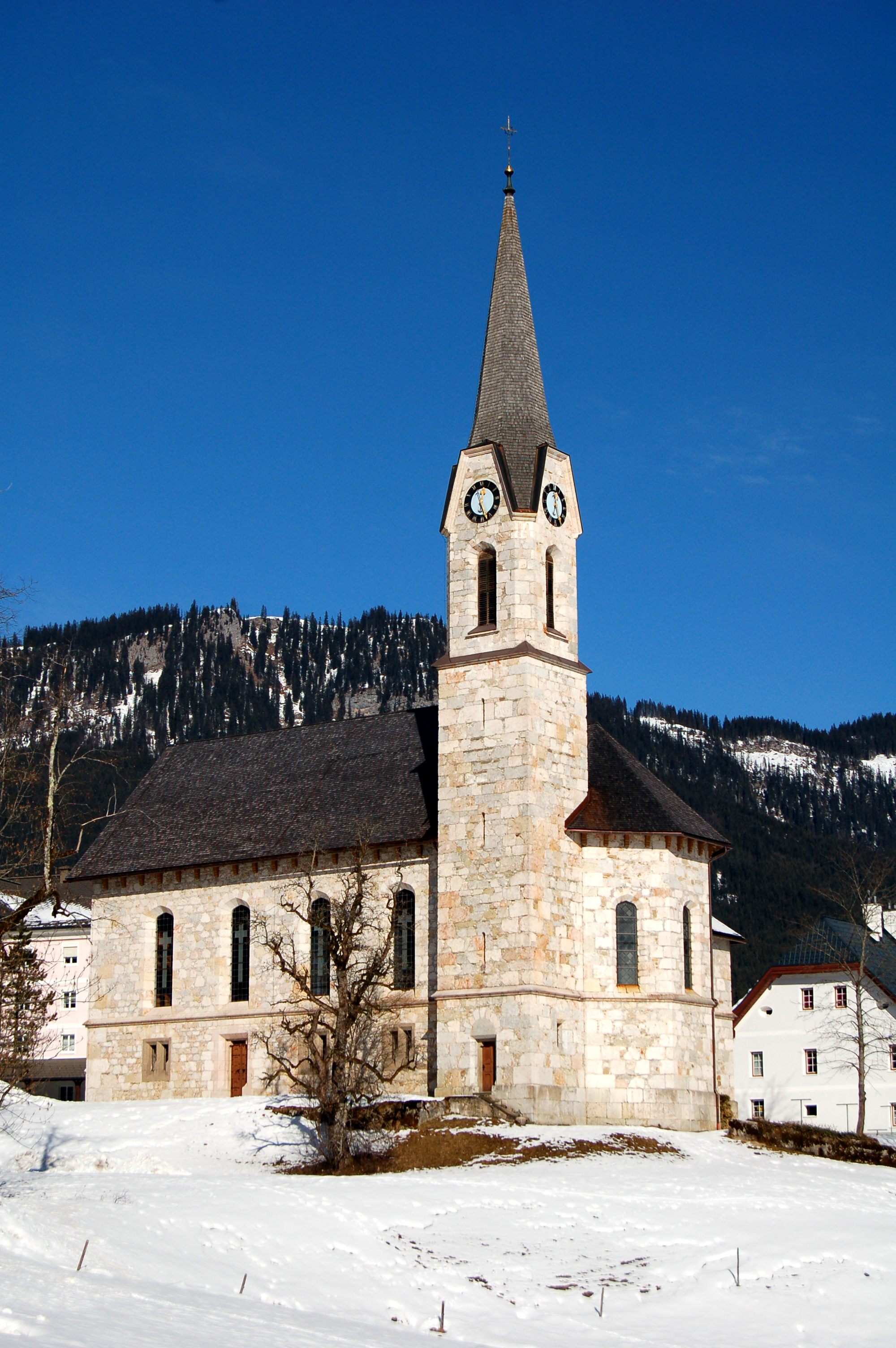
Evangelische Pfarrkirche Gosau (1864–1869)
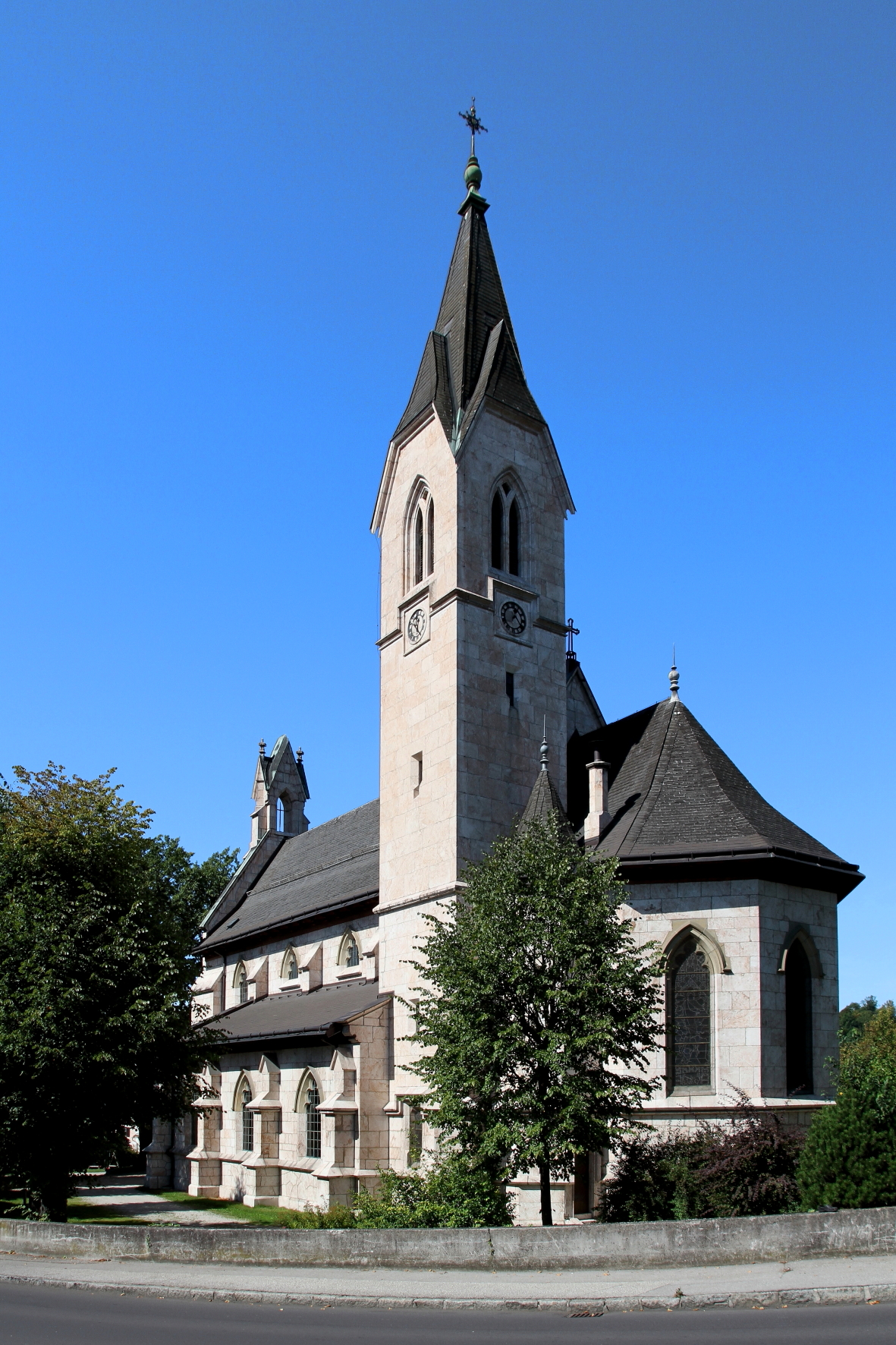
Evangelische Pfarrkirche Gmunden (1871–1876)
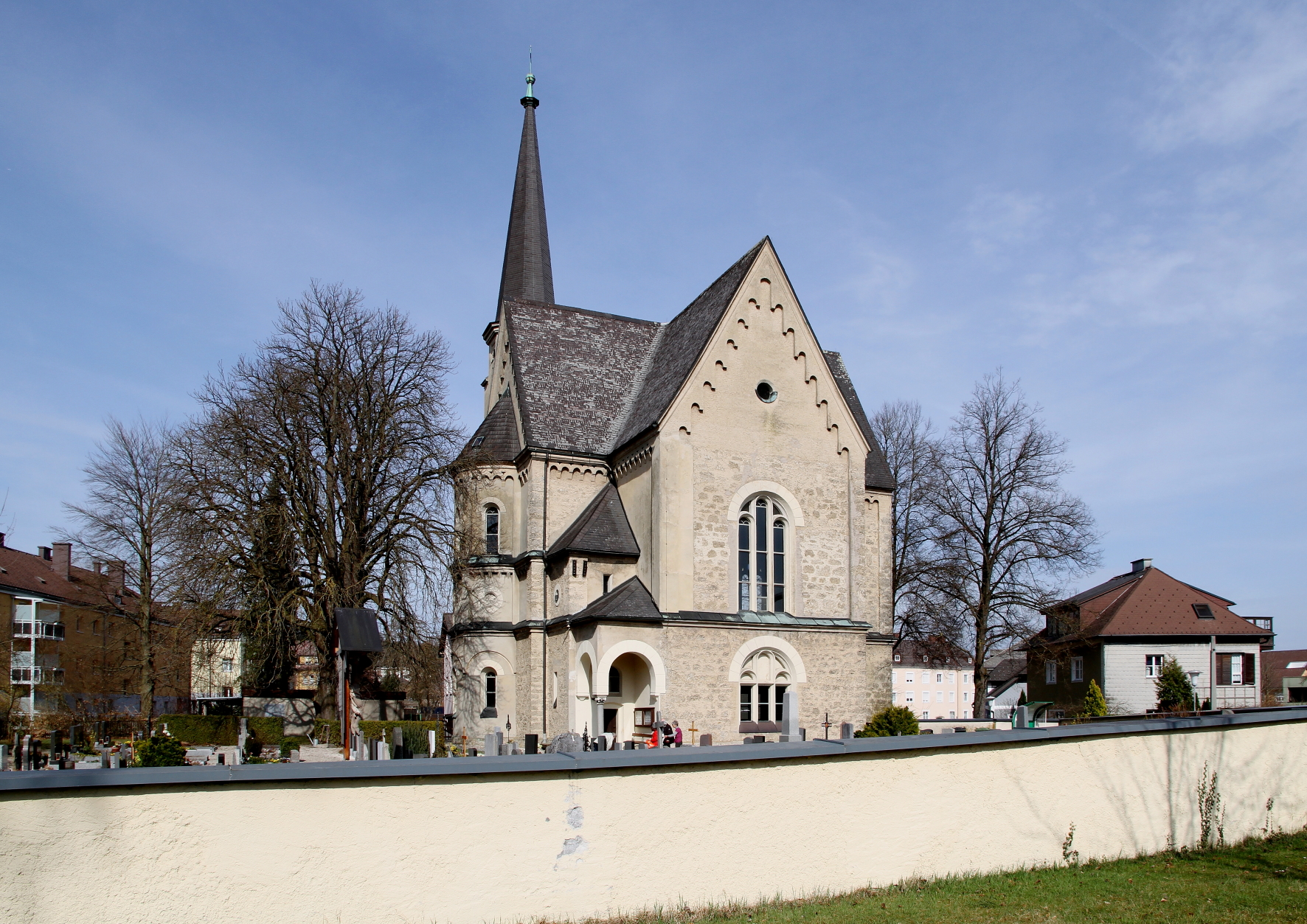
Evangelische Pfarrkirche Vöcklabruck (1872–1875)

## Familiäres
Hermann Wehrenfennig stammte aus der Pastorenfamilie Wehrenfennig, deren Sprösslinge Ende des 18. Jahrhunderts von Regensburg aus im Gosautal tätig wurden. Sein Vater, Johann Theodor Wehrenfennig (1794–1856), war ab 1816 Pastor von Schladming und ab 1820 von Goisern. Von 1854 bis 1856 war er Superintendent der Superintendenz A.B. Oberösterreich. Sein Großvater war Johann Georg Overbeck, Senior der evangelischen Kirchen Oberösterreichs, aus bekannter Lübecker Familie.

## Veröffentlichungen
- Hermann Wehrenpfennig: Die Fatton’schen Häuser am Kolowratring in Wien. In: Allgemeine Bauzeitung. 33.1868, S. 317 ff., T. 52 f